# قنديل البحر المتوسط
قنديل البحر المتوسط هو نوع من قنديل البحر من فصيلة اللاسعات، والمعروف أيضًا بإسم جيلي البحر الأبيض المتوسط، توجد عادة في البحر الأبيض المتوسط وبحر إيجة والبحر الأدرياتيكي.

## الوصف
يمكن أن يصل قطر قنديل البحر المتوسط إلى 40 سم (16 بوصة)، ولكن عادة ما يكون عرضه أقل من 17 سم (6.7 بوصات). لدغته تأثيرها ضئيل جدًا أو معدوم على البشر، ومع ذلك يمكن أن تسبب الحساسية لدى الأشخاص الأكثر حساسية. عادة ما تنطوي هذه الحساسية على حكة وخدش في منطقة اللدغة. تحيط القبة المركزية المرتفعة والناعمة من اللاسعات بحلقة تشبه الحضيض. أطرافه الهامشية ممدودة وشبه مستطيلة.

## التطور
قنديل البحر المتوسط هي قناديل البحر الأكثر شيوعًا من نوعها في البحر الأبيض المتوسط. لديها دورة حياة سنوية تتميز بازدهار أعداد الصيف ، والتي من المحتمل أن تكون نتيجة تكيفية للتغيرات الموسمية القوية في بيئتهم المتوسطية. تشبه مراحل تطورهم إلى حد كبير تلك الخاصة بنظرائهم من قنديل البحر. تشمل المراحل الأربعة الرئيسية لنمو قنديل البحر المتوسط اليرقات العائمة المعروفة باسم البلانولا.
تستخدم البلانولا أهدابها الصغيرة لدفعها عبر الماء، وفي النهاية تستقر على رواسب صلبة تتطور إلى شكل الزوائد اللحمية. تكتسب الطحالب الضوئية الخاصة بهم خلال مرحلة التطوير الأولية، على الرغم من أن آلية ذلك لا تزال غير واضحة. تعيش هذه الكائنات الحية الدقيقة في المقام الأول في الوسط وبطانة نظام الأوعية الدموية في اللاسعات، مما يعزز إنتاج الأكسجين، وتبقى مع قناديل البحر لبقية حياتها. تخضع للتكاثر اللاجنسي لتكوين المزيد من السلالات؛ والتي يتراوح قطرها بين 1.7 و 4.2 ملم. تستغرق قناديل البحر المتوسط الصغيرة من 8 إلى 10 أسابيع لتصل إلى قطر أولي يبلغ 3 سم، ثم تنمو بحوالي 3-4 سم في الأسبوع حتى تصل إلى حجمها البالغ النهائي. تدريجيًا تتطور قناديل البحر المتوسط بمتوسط قطر نهائي يبلغ حوالي 35 سم.
يحدث التكاثر الجنسي بين قنديل البحر المتوسط البالغة عادةً بين شهري أغسطس وأكتوبر. يتم إخصاب أنثى قنديل البحر المتوسط داخليًا بالحيوانات المنوية من زوائد ذراع الفم لنظرائها من الذكور. مع تقدم العمر ، تتضرر قناديل البحر المتوسط البالغة بشكل متزايد، خاصة في القبة المركزية لمنطقة المظلة العلوية. في حين أن السبب الرئيسي لضرر قنديل البحر المتوسط هو التآكل الناجم عن الموجات والرياح، فإن أبرز أنماط الإصابة هي بشرية المنشأ. تعتبر القوارب ذات المحركات وشبكات الصيد من الأسباب البارزة لإصابة هؤلاء الكائنات المجوفة، وغالبًا ما تؤدي إلى أضرار جسيمة. يعد هذا الضرر بمثابة انتكاسة خفيفة لقنديل البحر الذي لم ينته بعد من النمو، وعندما يكون قادرًا على تجديد التشريح المصاب، فإنه غالبًا ما ينمو بشكل غير متماثل.

## العلاقات مع الكائنات الحية الدقيقة

### التكافل
تعتبر الطحالب التي تتعايش مع بعضها البعض والتي تستضيفها قناديل البحر المتوسط في جسمها ذات أهمية قصوى لازدهار قنديل البحر. تُعرف هذه الكائنات الحية الدقيقة المتبادلة أيضًا باسم حييونات صفراء، والتي نشأت من شعبة السوطيات الدوارة، وعادة ما تنخرط في علاقات تكافلية مع العديد من أنواع قناديل البحر. في حين أن مضيفات اللاسعات توفر المأوى لهؤلاء المتعايشين، فإن السوطيات الدوارة تستخدم في المقابل قدراتها على التمثيل الضوئي لتزويد قنديل البحر المتوسط بالطاقة للاستخدام والتخزين. الأحماض الدهنية على سبيل المثال هي الجزيئات الكبيرة الأولية لتخزين الطاقة في الكائنات المجوفة، ويتم الحصول عليها بشكل أساسي من المتعايشين المثبتين للكربون. تعتبر هذه العلاقة المتبادلة بالغة الأهمية لنمو قناديل البحر المتوسط وبقائها لدرجة أن الخطوة الأولية لتكوين قنديل البحر المتوسط المبكر لن تبدأ بدون وجود الحييونات الصفراء.

### التغذية
تستهلك قناديل البحر المتوسط في المقام الأول كائنات مائية صغيرة جدًا، وغالبًا ما تكون خليطًا من العوالق النباتية والعوالق الحيوانية. لا تظهر تنوعًا غذائيًا عاليًا جدًا على المستوى التصنيفي؛ تم تسجيل أن ما بين 69% و 82% من نظامهم الغذائي يتكون من كائنات حية مرتبطة بالبكتيريا الصغيرة. تم العثور على بدائيات النوى هذه أيضًا في الوجبات الغذائية للعديد من أنواع قناديل البحر الأخرى. علاوة على ذلك من المحتمل أن يتكون النظام الغذائي لقناديل البحر المتوسط من ثلاثة إلى أربعة أصناف رئيسية فقط من العوالق الدقيقة. يأخذ قنديل البحر هذه الكائنات الدقيقة من خلال أذرع الفم ومنها ينتقلون إلى معدته. يسمح الترابط بين قنديل البحر الأبيض المتوسط والمياه المحيطة به بالتدفق السهل للعوالق في تجويف المعدة.

## التأثيرات على البشر
أحد القضايا الرئيسية لقناديل البحر المتوسط هي التدخل في الأنشطة الترفيهية والمالية البشرية. غالبًا ما تتعطل الأنشطة المعتادة للسياحة المتعلقة بالمياه، بالإضافة إلى المزيد من الأنشطة التجارية مثل صيد الأسماك، بسبب العدد الهائل من قناديل البحر في المياه. غالبًا ما يؤدي ذلك إلى إزالة الآلاف من قناديل البحر الأبيض المتوسط من المياه من قبل المسؤولين في الصيف بواسطة قوارب الصيد أو الشباك الكبيرة.
هناك احتمال آخر يثيره انتشار قناديل البحر وهو فائدتها للبشرية. تمت دراسة قناديل البحر المتوسط بسبب السمية الخلوية المحددة الخاصة بها فيما يتعلق ببعض خلايا سرطان الثدي، والتي أصبحت ممكنة بسبب اتصال تقاطع الفجوة بين الخلايا الفعالة في الكائن الحي. في حين تم اقتراح مزيد من الدراسات لمزيد من البحث عن السمية الخلوية لقناديل البحر المتوسط في استهداف سرطان الثدي، لا يزال هناك الكثير من البحث الطبي حول هذا الموضوع. نظرًا لأن الهدف الرئيسي في أبحاث السرطان هو إنشاء علاجات تقتل الخلايا الخبيثة بشكل انتقائي مع ترك الخلايا السليمة سليمة بدون ضرر، فقد يصبح قنديل البحر المتوسط كائنًا نموذجيًا لعلاج تلك الأمراض البشرية.

## روابط خارجية
- Video of C. tuberculata, a jellyfish bloom in the Gulf of Corinth, Greece during summer 2012